# Radio Ethiopia
Radio Ethiopia es el segundo álbum de Patti Smith Group, lanzado al mercado en octubre de 1976 por la compañía discográfica Arista Records.

## Historia
Radio Etiopía fue el disco de seguimiento de Horses el álbum de debut ampliamente aclamado de Smith. En las entrevistas que rodearon el lanzamiento del álbum, Smith explicó que ella eligió al productor Jack Douglas con las esperanzas de hacer del álbum un éxito comercial. El álbum fue recibido negativamente cuando fue lanzado y Smith fue atacada por los críticos por lo que ellos percibieron como pereza, la auto-indulgencia y comercialidad.
La pista de título del álbum es una de las canciones más famosas de Smith, casi legendaria por aparecer como "10 minutos de ruido". Los críticos a menudo describieron interpretaciones en vivo de la canción como momentos negativos de los conciertos de Smith. Patti habló muy bien del tema y de cómo la letra se refiere a los deseos agonizantes de Arthur Rimbaud. Argumentos a favor y en contra de la canción han sido promovidos por los críticos, los aficionados y los oyentes musicales sobre si la canción es realmente un ejemplo de los límites del Patti Smith Group o simplemente auto-indulgencia. Los críticos de las críticas negativas mencionaron que la producción de Douglas puso más énfasis en crear un sonido pesado a través de numerosas partes de guitarra que sofocaron la voz de Smith y a veces lamentan que todas las canciones del álbum fueran originales del grupo (Smith coescribió gran parte del álbum con el bajista Ivan Kral, el miembro de la banda más entusiasta del éxito comercial). "Is not It Strange" y "Distant Fingers", estos últimos coescritos con su novio, Allen Lanier, habían sido dos de los temas de los conciertos del grupo mucho antes de la grabación de Horses.
La fotografía de la portada del álbum es de Judy Linn, la parte de atrás del álbum cuenta con una foto de Lynn Goldsmith. El álbum fue dedicado a Arthur Rimbaud y Constantin Brâncuşi. La contraportada del álbum lleva la leyenda: "Free Wayne Kramer", que en ese momento fue encarcelado en Kentucky después de su condena por tráfico de cocaína. "Orinando en un río" fue lanzado como single el mismo año. También fue presentado en la película de 1980 Times Square.
En 2001, el álbum apareció en la "guía final de los compradores de CD de Mojo."

## Lista de canciones
- Todas las canciones escritas por Patti Smith y Ivan Kral, excepto donde se indique lo contrario.

### Cara A
1. "Ask the Angels" – 3:07
2. "Ain't It Strange" – 6:35
3. "Poppies" (Smith, Richard Sohl) – 7:05
4. "Pissing in a River" – 4:41

### Cara B
1. "Pumping (My Heart)" (Smith, Kral, Jay Dee Daugherty) – 3:20
2. "Distant Fingers" (Smith, Allen Lanier) – 4:17
3. "Radio Ethiopia" (Smith, Lenny Kaye) – 10:00
4. "Abyssinia" (Smith, Kaye, Sohl) – 2:10

"Radio Ethiopia" y "Abyssinia" fueron grabadas en directo el 9 de agosto de 1976.

### Pista adicional (reedición en CD)
- "Chiklets" – 6:23

## Personal
Banda
- Patti Smith – voz, guitarra , diseño
- Lenny Kaye – guitarra, bajo, voz, mezclas
- Jay Dee Daugherty – batería, percusión, mezclas
- Ivan Kral – bajo, guitarra
- Richard Sohl – teclados, sintetizador, piano

Personal adicional
- Bob Irwin – masterización
- Brian Sperber – ingeniería
- George Marino – masterización
- Jay Messina – mezclas, ingeniería
- Lynn Goldsmith – fotografía
- Nancy Greenberg – diseño
- Rod O'Brien – asistente de ingeniería
- Sam Ginsberg – asistente de ingeniería
- Vic Anesini – masterización

## Posicionamiento
| Lista (1977)                   | Posición |
| ------------------------------ | -------- |
| Suecia                         | 38       |
| Estados Unidos (Billboard 200) | 122      |

## Release history
| Fecha           | Discográfica   | Formato | N.º de catálogo |
| --------------- | -------------- | ------- | --------------- |
| Octubre de 1976 | Arista Records | LP      | 4097            |
| 1996            | Arista Records | CD      | 18825           |
| 2007            | Sony BMG       | CD      | 37928           |